# Phaedrotoma dembelana
Phaedrotoma dembelana är en stekelart som först beskrevs av Fischer 1963.  Phaedrotoma dembelana ingår i släktet Phaedrotoma och familjen bracksteklar. Inga underarter finns listade i Catalogue of Life.